# 白山 (阿拉斯加州)
白山（英語：White Mountain），是美国阿拉斯加州的一座城市。该市的人口在2000年为203人，2010年有190人。人口在阿拉斯加州排行第108。